# Linearkombination

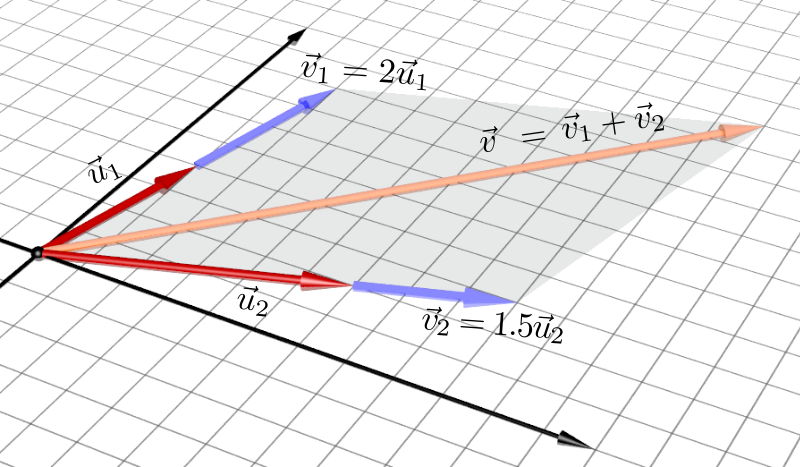
Der Vektor ist eine Linearkombination der Vektoren und, denn es gilt.

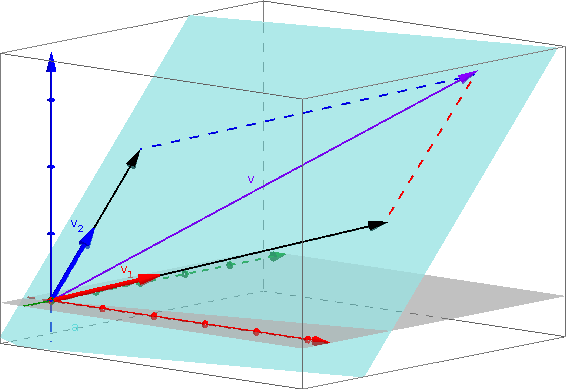
ist eine Linearkombination der beiden Vektoren und. Die grüne Ebene stellt die lineare Hülle der beiden Vektoren dar.

Unter einer Linearkombination versteht man in der linearen Algebra einen Vektor, der sich durch gegebene Vektoren unter Verwendung der Vektoraddition und der skalaren Multiplikation ausdrücken lässt.

## Linearkombinationen endlich vieler Vektoren

### Definition
Ist {\displaystyle V} ein Vektorraum über einem Körper {\displaystyle K}, so heißt eine aus den Vektoren {\displaystyle v_{1},\ldots ,v_{n}} und Skalaren {\displaystyle a_{1},\ldots a_{n}} gebildete Summe der Form
{\displaystyle a_{1}v_{1}+a_{2}v_{2}+\dotsb +a_{n}v_{n}}
eine Linearkombination von {\displaystyle v_{1},\dotsc ,v_{n}}.
Die Faktoren {\displaystyle a_{1},\dotsc ,a_{n}} heißen Koeffizienten der Linearkombination.
Man beachte, dass der Begriff Linearkombination in zwei Bedeutungen verwendet wird: Einerseits versteht man darunter den obigen Summenausdruck. Andererseits bezeichnet man damit das Ergebnis dieser Summe; dabei handelt es sich um einen Vektor, der aufgrund der Abgeschlossenheit von Vektorräumen selbst in {\displaystyle V} liegt.

### Anwendungsprobleme
Aus der Definition lassen sich zwei Fragestellungen ableiten:
- Es sind Vektoren und Koeffizienten gegeben und man möchte den Ergebnisvektor ermitteln. Dazu wendet man die Definition der Vektoraddition und der skalaren Multiplikation an.
  - Beispiel: Sind {\displaystyle v_{1}=\left(\!{\begin{smallmatrix}2\\5\end{smallmatrix}}\!\right),v_{2}=\left(\!{\begin{smallmatrix}3\\0\end{smallmatrix}}\!\right)} Vektoren des {\displaystyle \mathbb {R^{2}} } sowie {\displaystyle a_{1}=2,a_{2}=-3}, so ist die zugehörige Linearkombination {\displaystyle v=2{\begin{pmatrix}2\\5\end{pmatrix}}-3{\begin{pmatrix}3\\0\end{pmatrix}}={\begin{pmatrix}-5\\10\end{pmatrix}}}.

- Es ist eine Menge von Vektoren gegeben und man möchte wissen, ob einer dieser Vektoren eine Linearkombination der anderen Vektoren ist. Dazu gibt man entweder entsprechende Koeffizienten an oder man weist nach, dass es solche Koeffizienten nicht geben kann. Dies läuft üblicherweise auf das Lösen eines linearen Gleichungssystems hinaus.
  - Beispiel: Um herauszufinden, ob im Vektorraum {\displaystyle \mathbb {R} ^{3}} der Vektor {\displaystyle v=\left(\!{\begin{smallmatrix}16\\-4\\3\end{smallmatrix}}\!\right)} eine Linearkombination der Vektoren {\displaystyle v_{1}=\left(\!{\begin{smallmatrix}3\\-2\\4\end{smallmatrix}}\!\right)} und {\displaystyle v_{2}=\left(\!{\begin{smallmatrix}2\\0\\-1\end{smallmatrix}}\!\right)} ist, setzt man {\displaystyle v=a_{1}v_{1}+a_{2}v_{2}}. Hierbei handelt es sich um ein lineares Gleichungssystem in den Unbekannten {\displaystyle a_{1}} und {\displaystyle a_{2}}. Dieses System hat {\displaystyle a_{1}=2} und {\displaystyle a_{2}=5} als (einzige) Lösung, d. h. es ist {\displaystyle v=2v_{1}+5v_{2}}. Also ist {\displaystyle v} eine Linearkombination von {\displaystyle v_{1}}und {\displaystyle v_{2}}.

## Linearkombinationen einer Menge von beliebig vielen Vektoren
Es ist sinnvoll, auch von Linearkombinationen einer unendlichen Menge von Vektoren zu sprechen. Da Vektorsummen nur für endlich viele Vektoren erklärt sind, lässt sich die Definition des letzten Abschnitts jedoch nicht ohne Weiteres auf unendlich viele Vektoren übertragen. Vielmehr wird der Begriff der Linearkombination einer beliebigen (möglicherweise unendlichen) Menge von Vektoren auf den Fall einer (endlichen) Linearkombination zurückgeführt:
Sei {\displaystyle V} ein Vektorraum über einem Körper {\displaystyle K}.
Ferner sei {\displaystyle (v_{i})_{i\in I}} eine durch die Indexmenge {\displaystyle I} indizierte Familie von Vektoren {\displaystyle v_{i}\in V}.
Dann wird ein Vektor {\displaystyle v} Linearkombination der Familie {\displaystyle (v_{i})_{i\in I}} genannt, wenn es eine endliche Teilmenge von {\displaystyle (v_{i})_{i\in I}} gibt, so dass {\displaystyle v} eine Linearkombination dieser Teilmenge ist.

## Linearkombinationen in Linksmoduln
In einer weiter gehenden Verallgemeinerung ergibt der Begriff der Linearkombination bereits Sinn, wenn man Ringe statt Körpern und Linksmoduln statt Vektorräumen betrachtet. Viele der aus der linearen Algebra bekannten, einfachen Operationen lassen sich auch in dieser Allgemeinheit durchführen, lediglich das Auflösen nach einem Vektor aus einer Linearkombination kann misslingen, denn dazu muss man mit dem Inversen des Koeffizienten vor diesem Vektor multiplizieren und der Ring enthält diese Inversen in der Regel nicht.

## Allgemeines
Die Menge aller Linearkombinationen einer Menge von Vektoren wird ihre lineare Hülle genannt; sie ist stets ein Untervektorraum von {\displaystyle V}. Lassen sich alle Vektoren in {\displaystyle V} als Linearkombination aus einer Menge {\displaystyle M} darstellen, dann ist {\displaystyle M} ein Erzeugendensystem von {\displaystyle V}.
Der Nullvektor eines Vektorraums lässt sich immer als Linearkombination einer gegebenen Menge von Vektoren ausdrücken; dazu setzt man einfach alle Koeffizienten gleich 0 (Nullelement des zugrundeliegenden Körpers). Man spricht hierbei auch von der trivialen Darstellung des Nullvektors oder der trivialen Linearkombination. Sind die gegebenen Vektoren linear abhängig, so gibt es wenigstens eine weitere Linearkombination des Nullvektors aus diesen Vektoren, das heißt eine Linearkombination, bei der nicht alle Koeffizienten 0 sind (eine sogenannte nicht-triviale Linearkombination). Allgemein sind die Koeffizienten einer Linearkombination von Vektoren genau dann eindeutig bestimmt, wenn die Vektoren linear unabhängig sind.
Linearkombinationen, deren Koeffizienten nicht beliebige reelle oder komplexe Zahlen, sondern ganze Zahlen sind (man spricht dann auch von einer ganzzahligen Linearkombination), spielen beim erweiterten euklidischen Algorithmus eine zentrale Rolle; er liefert eine Darstellung des größten gemeinsamen Teilers zweier ganzer Zahlen {\displaystyle a,b} als Linearkombination von {\displaystyle a} und {\displaystyle b}:
{\displaystyle \operatorname {ggT} (a,b)=s\cdot a+t\cdot b}.

## Spezialfälle
Die hier betrachteten speziellen Linearkombinationen verwenden eine Ordnung auf dem Koeffizientenkörper, sie beschränken sich daher auf {\displaystyle \mathbb {R} }- oder {\displaystyle \mathbb {Q} }-Vektorräume.

### Positive Koeffizienten
- Sind die Koeffizienten {\displaystyle a_{i}} der Linearkombination alle größer oder gleich null, so spricht man von einer konischen Linearkombination. Sind die Koeffizienten der Linearkombination alle echt größer als null, so spricht man von einer Positivkombination.

### Affine Kombination
- Ist die Summe der Koeffizienten gleich 1, so handelt es sich um eine Affinkombination. Diese Definition ist für beliebige Linksmoduln möglich.

### Konvexkombination
In reellen Räumen nennt man eine Linearkombination Konvexkombination, wenn alle Koeffizienten aus dem Einheitsintervall [0,1] stammen und deren Summe 1 ergibt:
{\displaystyle v=a_{1}v_{1}+a_{2}v_{2}+\dotsb +a_{n}v_{n}=\sum _{i=1}^{n}a_{i}v_{i},\quad 0\leq a_{i}\leq 1,\quad \sum _{i=1}^{n}a_{i}=1}.
Dabei kann die Bedingung {\displaystyle a_{i}\leq 1} entfallen, denn sie ergibt sich automatisch aus der Summenbedingung und der Nichtnegativität der Koeffizienten. Mit obigen Bezeichnungen gilt daher in reellen Räumen: Eine Linearkombination ist genau dann eine Konvexkombination, wenn sie konisch und affin ist.
Konvexkombinationen von Konvexkombinationen sind wieder Konvexkombinationen.
Die Menge aller Konvexkombinationen einer vorgegebenen Menge von Vektoren heißt deren konvexe Hülle.